# Niedomiar zmiennoprzecinkowy
Niedomiar zmiennoprzecinkowy, w skrócie niedomiar (ang. underflow) – stan podczas obliczeń arytmetycznych na liczbach zmiennoprzecinkowych, gdy wartość bezwzględna uzyskanego wyniku jest mniejsza niż najmniejsza liczba większa od zera możliwa do zapisania w rejestrze lub pamięci.
Prostym przykładem wygenerowania niedomiaru zmiennoprzecinkowego jest podniesienie do kwadratu najmniejszej dodatniej liczby zmiennoprzecinkowej. Na przykład dla 32-bitowych liczb zmiennoprzecinkowych w standardzie IEEE 754 można zapisać
{\displaystyle 1,18\cdot 10^{-38}\times 1,18\cdot 10^{-38}=3,24\cdot 10^{-76}}
Uzyskany wynik nie mieści się w zakresie dopuszczalnych wartości powodując niedomiar.

## Sposoby obsługi niedomiaru
Wystąpienie niedomiaru nie jest błędem krytycznym. Powoduje jedynie zmniejszenie dokładności obliczeń, lecz obliczenia mogą być kontynuowane. Jego obsługa może być następująca:
- Zwracanym wynikiem jest zero[1].
- Zwracany wynik jest w postaci nieznormalizowanej[4].
- Generowany jest wyjątek[3] jako sygnał utraty dokładności.
- Generowany jest błąd[5], a program jest przerywany.